# Вилинский, Николай Николаевич
Никола́й Никола́евич Вили́нский (укр. Микола Миколайович Вілінський; 20 апреля (2 мая) 1888, Голта, Херсонская губерния — 7 сентября 1956, Киев) — украинский советский композитор и музыкальный педагог, заслуженный деятель искусств УССР (1951).

## Биография
Родился 20 апреля (2 мая) 1888 года в городе Голта (ныне район Первомайска) Херсонской губернии. Из рода потомственных дворян: отец Николай Александрович Вилинский, мать Валентина Никифоровна Вилинская (урожд. Черкунова). Двоюродный брат К. Г. Держинской и А. В. Оссовского. Дочь — Ирина Николаевна Вилинская (1920—1986)[baza.vgd.ru/1/41240/], известный педагог-вокалист и композитор, автор вокализов.
По линии матери Валентины Никифоровны был потомком одного из руководителей восстания «Колиивщина» Максима Железняка.
Начал серьёзно заниматься музыкой самостоятельно в годы обучения в Ананьевской гимназии, дирижировал церковным хором, организовал школьный оркестр народных инструментов. В его начальное музыкальное становление внесла свою лепту его мать, бывшая пристойной пианисткой. Однако, по настоянию своего отца Вилинский после окончания гимназии в 1906 году поступает на юридический факультет Новороссийского университета в Одессе, который он успешно окончил в 1912 году.
Выпускник Одесской консерватории (1919), по классу композиции занимался у Витольда Осиповича Малишевского, ученика Н. А. Римского-Корсакова и первого ректора, основанной им Одесской консерватории (1913, ныне Одесская государственная музыкальная академия им.А.В.Неждановой). Отношения профессора и студента быстро переросли в большую дружбу, Малишевский очень ценил Вилинского и выделял его среди своих учеников. Сохранились воспоминания о том, что Малишевский, навсегда покидая Одессу, опасаясь репрессий, пытался забрать своего любимого ученика Николая Вилинского вместе с семьёй в эмиграцию.
С 1920 года Вилинский преподавал в Одесской консерватории, утверждён в звании профессора (1926). Возглавлял Одесскую областную организацию Союза композиторов Украины, в которой его заместителем и ответственным секретарем были его ученики Л.Гуров, С.Орфеев. С. Д. Орфеев пишет в своих воспоминаниях о своём учителе: «На творческих заседаниях в Союзе композиторов мнение Н.Вилинского было решающим, так как он имел счастливую способность сразу охватить положительные и отрицательные стороны в произведении. Иногда, по совету Николая Николаевича авторы тут же исправляли наиболее существенные недостатки своих произведений». В 1930-е годы у Н. Н. Вилинского учились по классу специальной гармонии Эмиль и Лиза Гилельс, Давид Ойстрах, Яков Зак и ряд других выдающихся музыкантов.
С 1941 профессор Ташкентской консерватории, с 1944 профессор, заведующий кафедры Теории Музыки Киевской консерватории. Автор симфонических сюит, кантат, вокально-хоровых обработок украинских, русских и молдавских народных песен, романсов, камерно-инструментальных сочинений, а также ряда теоретических работ и статей.
В 20-е годы композитор создал «Балладу в форме вариация на украинскую народную тему» op. 5, пьесы «Мечты» и «Раздумья» op. 7 (1925), «Элегическую сюиту» op.8 (1914—1925), «Детский альбом» — восемь пьес в четыре руки op. 11 (1925).
К юношеским произведениям композитора принадлежат миниатюры без опуса: «Грустная песенка», «Траурный марш», «Две мазурки», «Элегия», «Вальс», «Марш» (1905—1909), «Прелюдии No.1 и No. 2» (1909, заново отредактированы в 1949 и 1925 годах). «Прелюдия для левой руки», «Фуга» си-бемоль минор, «Русские вариации в эпическом стиле на оригинальную тему» op. 3 (1913—1914).
Позднее Н.Вилинский пишет «Образцовые вариации» op.29 (как пособие по курсу гармонии для студентов-композиторов — 1947), «Вариации No 1 и No 2.» op. 33 (1949), «Четыре миниатюры памяти А.Лядова» op. 40 (1956).
В 20-30 х. гг. Н. Вилинский сыграл большую роль в развитии национальной музыкальной культуры Молдавии. Он много ездил по самым глухим её районам и собирал народные песни и танцевальные мелодии. В результате многолетней кропотливой работы было издано большое их количество, эти произведения вошли в репертуар капеллы Дойна, кроме того, появились 3 сюиты для симфонического оркестра на молдавские народные темы и кантата «Молдавия» для хора, солистов и симфонического оркестра op.21 (1937—1939). В Молдавии стали работать его ученики: ставший директором Кишиневской консерватории и возглавлявший в те годы Союз композиторов Молдавии Д. Гершфельд, Л. Гуров, и др.
Н. Н. Вилинский участвовал в издании собрания сочинений Н. В. Лысенко. Он редактировал XIII и XIV тома, причем часть неизданных произведений он восстановил по черновикам и наброскам, а незаконченные работы композитора по поручению редакционной коллегии закончил.
Ученики: К. Ф. Данькевич, А.Билаш, Л.Гуров, С.Орфеев, О.Фельцман
, Д.Гершфельд, В.Фемилиди , А. Муха, А. Ф. Водовозов, Г. А. Мирецкий, Е. Н. Зубцов и др. Награждён орденами Ленина и «Знак Почёта» (1951).
Похоронен на Байковом кладбище в Киеве.

## Список произведений[11]

### Фортепианные произведения
- Опус без номера. Пьесы для фортепиано: Грустная песенка, Траурный марш, Две мазурки, Элегия, Вальс, Марш «Ту-ту». Прелюд No 1, Прелюд No 2, Прелюд No 3, Прелюдия для левой руки («Советский композитор», K., 1961)
- Опус 2.Фуга для фортепиано. 1913
- Опус 3. «Русские вариации в эпическом стиле» для фортепиано на оригинальную тему. 1914
- Опус 4. «Баллада в форме вариаций для фортепиано на украинскую народную тему». 1917—1925 гг. («Искусство», К., 1939 и 1950)
- Опус 5. «Этюд-скерцо» для фортепиано. 1918
- Опус 6. «Элегическое сюита» — восемь прелюдий для фортепиано. 1914—1918 гг. («Музгиз», М., 1926).
- Опус 7. Две пьесы для фортепиано: «Мечта», «Размышления» («Музгиз», М., 1926)
- Опус 10.Соната для скрипки и фортепиано. 1929
- Опус 11 «Детский альбом» — восемь пьес для фортепиано в 4 руки. 1925 г. («Искусство», К., 1940).
- Опус 29. Образцовые вариации для фортепиано. Руководство по курсу гармонии для студентов-композиторов. 1947
- Опус 33. No 1. Вариации на оригинальную тему (Д-дур) для фортепиано. 1949 No 2. Вариации для фортепиано. 1949
- Опус 40. «Четыре миниатюры памяти А. Лядова» для фортепиано. 1951

### Симфонические, вокально-симфонические, хоровые произведения
- Опус 1. «Характеристические танцы», сюита для симфоничого оркестра. 1910
- Опус 16. Сюита No 1 на молдавские народные песни для симфонического оркестру.1932 г.
- Опус 17. Сюита No 2 на молдавские темы для симфонического оркестра. 1933
- Опус 18. «Походный марш» для духового оркестра. 1935
- Опус 21. «Молдавия» — кантата для хора, солистов, симфонического оркестра на слова Л. Корняну. 1937—1939 гг.
- Опус 22. Музыка к кинофильму «Счастье быть молодым» (Одесская киностудия) .1937 г.
- Опус 24. Обработка «Завещания» Т. Г. Шевченко для хора и симфонического оркестра. 1939
- Опус 28. Сюита No 3 на темы молдавских народных песен для симфонического оркестра 1944—1945 гг.
- Oпус 39. Обработка песни «Стоит гора высокая» для хора, солистов, симфонического оркестра. 1951
- Опус 41. «Балетная сюита» в 4 частях для симфонического оркестра. 1956
- Опус без номера. Хоры на тексты П. Тычины (Рукописи не найдены).

### Камерно-вокальные произведения (романсы и песни, обработки украинских, российских, молдавских песен)
- Oпус без номера. Романсы и песни на слова А. К. Толстого: «Ушкуйники»," Грядой клубится белою … ", " Деревце мое миндальное «,» О, если б ты могла хоть на единый миг … «,» спесь «,» Я тебя целовала " на слова А. Майкова, «Какой тяжелый сон» на слова В. Соловьева «Яркие звездочки горят» на слова М. Минского. 1908—1913 гг.
- Опус без номера. «Песню устало петь» и «За светом тень», слова Е. П. Вилинской[12] .1915 г.
- Опус 8. «Юморески», четыре песни на слова Кузьмы Пруткова. 1920
- Опус без номера. Два романса на слова Е. П. Вилинской: «Сирень», «Куда ни посмотри — торжественный простор». 1925
- Опусы 14, 15, 18, 20. 28 обработок молдавских народных песен для голоса соло, для хора и фортепиано. 1930—1937 гг. Некоторые из них напечатаны в сборнике, изданном Комитетом по делам искусств Молдавской ССР в 1940 г.
- Опус без номера. Две песни на слова А. С. Пушкина: «К Чаадаева», «Стрекотуха белобока». 1937 г. (Для журнала «Советская музыка», No 6, 7 за 1937 г.)
- Опус 25. Обработка восьми молдавских народных песен для голоса и фортепиано.1941 г.
- Опус 26. Пять обработок узбекских народных песен для голоса и фортепиано. 1942
- Опус 30. Четыре обработки молдавских народных песен для голоса и фортепиано, записанных от А. Борща.
- Опус 31. Обработки украинских народных песен: 1. «Стоит явор над водой» (Советский композитор ", К., 1961), " Ой, вербо, вербо «,» О Кармалюка «,» Ой повеса … "(" Советский композитор ", К., 1960). 1949
- Опус 32. Две обработки русских народных песен: «Утес», «Ах, летят утки …» (Советский композитор ", К., 1960). 1949
- Опус 35. Три обработки украинских народных песен: «У вишневому садочку», «Ой світи, місяченьку», «Іде дощ» («Советский композитор», К., 1961) .1950 г.
- Опус 36. Обработка русской народной песни «Вниз по Волге-реке» для баса и фортепиано. 1950
- Опус 37. Две обработки молдавских народных песен для голоса и фортепиано: «Эй, моя кукушка», «Трактор». 1951.